# 鄭之范
鄭之范（1582年—？年），字憲正，號龍圖，山東青州府益都縣人，明朝政治人物。

## 生平
己酉山東鄉試第十九名舉人，萬曆三十八年（1610年）庚戌科會試一百三十四名，廷试三甲一百七十六名進士。刑部觀政，次年授河南內黃縣知縣。萬曆四十一年（1613年）被論，左遷河南光州判官。萬曆四十三年（1615年）丁憂去職。萬曆四十六年（1618年），補許州判官，陞遼東理刑、永平府推官。及後隨李如柏參與薩爾滸之戰，大敗而回。

## 家族
曾祖鄭豹；祖鄭光霽；父鄭維同；母李氏。嚴侍下，妻張氏，兄鄭之韓（癸卯舉人），弟鄭之惠，子鄭中立。